# Kael Anna
Kael Anna, Balogh Lajosné (Újpest, 1908. február 2. – Budapest, 1985. február 24.) magyar olimpikon tornász, atléta, kosárlabdázó, egyetemi tanár.

## Pályafutása
A Testnevelési Főiskola SE (TFSE) sportolajaként 1926-1944 között atléta, magasugró, távolugró, súlylökő, diszkoszvető, rövidtávfutó; tornász és kosárlabdázó. Sportpályafutását tornászként kezdte. 1929-ben a Magyar Királyi Testnevelési Főiskolán testnevelő tanár diplomát szerzett. A főiskolán előbb 1929-1932 között oktató (az atlétika mozgásanyagát tanította), 1932-1941 között tanársegéd, segédoktató, helyettes tanár, rendes tanár, majd 1941-1950 között egyetemi tanár. Docensként 1950-1952 között az atlétikai kar tanszékvezetője. 1938-ban a tornász-világbajnokságot Budapesten, a Beszkárt pályán rendezték, ahol csapatban ezüstérmes, egyéniben a 4. helyen végzett. 1928-1934 között 2-szeres magyar válogatott. 1932-től atlétikában 8 egyéni bajnoki címer szerzett. 1932-ben első bajnokként megnyerte a női magasugrás (1,45 m) és a távolugrás (4,92 m) versenyszámát. Diszkoszvetésben 5-szörös (1934, 1936, 1937, 1939, 1944 ) magyar bajnok. 1936-ban a diszkoszvetés mellett távolugrásban is győzött. 1932-ben és 1936-ban a 4 × 100 m-es bajnok csapat tagja. 1943-ban és 1944-ben magyar csapatbajnok. 1930-1935 között 5-szörös magyar válogatott. A TFSE  kosárlabda csapatának tagjaként 3-szoros (1933, 1939. 1942) bajnoki címmel rendelkezik. 1933-ban az első bajnoki cím részese. 1928-1934 között a kosárlabda válogatott tagja.

### Országos csúcsok
- 1930-ban magasugrásban - 1,45 m
- 1934-ben súlylökésben - 11,20 m

### Olimpiai játékok
Ezen az olimpián szerepelt először a női torna. Az 1928. évi nyári olimpiai játékokon torna, összetett csapat sportágban, csapattársaival (Hámos Mária, Hennyey Aranka, Herpich Rudolfné, Kael Anna, Kövessy Margit, Pályi Margit, Rudas Irén, Szeiler Aranka (Nándorné), Szöllősi Ilona, Tóth Judit) a 4. helyen végzett.
Női tornászcsapatunk az első nap után vezetett, a másodikon azonban a pontozók tevékenységének eredményeként a negyedik helyre esett vissza. A Magyarországi Tornaegyletek Szövetsége (MOTESZ) igazgató tanácsa 1932 novemberében a tornászcsapat tagjainak a pontozás miatti sérelem elégtételeként a MOTESZ nagy bronzérmét adományozta, zománcozott öt karikával, „Emlékül és elégtételül – 1928” bevésett felirattal.

## Írásai
Részt vett a tankönyv szerkesztőbizottságának munkájában, új tantervek, tanmenetek és főiskolai jegyzetek, valamint egyéb segédkönyvek szerkesztésében. Írásaiban elsősorban a női atléták és általában a nők sportfejlődésével, edzésmódszereinek összehasonlításával foglalkozott. 
- Atlétikai képesség fejlődése és változása nem és kor szerint. 1–2. (Testnevelés, 1930),
- A mindent tudó nő. Többekkel. (Családi kislexikon. Szerk. Kőhalmi Béla. Budapest, 1943),
- Az atlétika oktatásának módszere (Bácsalmási Péterrel, TF tankönyv,  Budapest, 1953).